# 小叶蒲公英
小叶蒲公英（学名：Taraxacum goloskokovii）为菊科蒲公英属的植物。分布在吉尔吉斯斯坦、哈萨克斯坦以及中国大陆的新疆等地，生长于海拔3,000米至3,700米的地区，多生长在河漫滩草甸或洼地，目前尚未由人工引种栽培。

## 别名
高氏蒲公英